# Euskadi Sioux
Euskadi Sioux va ser una revista gràfica d'actualitat i humor basca publicada en 1979. Contenia textos en euskera i castellà i tindria una curta vida, set números, l'últim dels quals es va publicar el 15 de maig.
Arriba als quioscos en febrer de 1979 sorprenent per ser una publicació atípica, amb cert regust àcrata i amb un format de quadern plegat sense grapes. Possiblement fou la publicació més corrosiva del País Basc durant la Transició política espanyola pel seu aspecte gràfic i estilogràfic. Donava un tractament humorístic i desimbolt a l'actualitat, sense deixar e tractar altres temes amb major serietat. La publicació la impulsaren els dibuixants Antxon Olariaga i Juan Carlos Eguillor, i a la redacció figuraven Rafael Castellano Falete i Garikoitz Zabala. La revista sols es va publicar durant 1979, i n'aparegueren només set números. Forma part de la col·lecció de fanzines i premsa alternativa de la Fundación Sancho el Sabio.